# بيرز زد أس
بيرز زد أس كانت وكالة استخبارات الإشارة التابعة لوزارة الخارجية (بالألمانية: Auswärtiges Amt)‏ (بالألمانية: Auswärtiges Amt)‏ قبل وأثناء الحرب العالمية الثانية. يتكون من قسمين تشفير. كان بيرز زد أس هو قسم التشفير الذي أطلق عليه اسم الخدمة الخاصة لفرع Z التابع لإدارة شؤون الموظفين بوزارة الخارجية (بالألمانية: Sonderdienst des Referats Z in der Personalabteilung des Auswärtigen Amtes)‏. كانت مهمتها حل الرموز الدبلوماسية الأجنبية والأصفار. القسم الآخر، الذي كان قسم التشفير كان يسمى Personal Z Cipher Service بوزارة الخارجية الفيدرالية ((بالألمانية: Personal Z Chiffrierdienst des Auswärtigen Amtes)‏. وكان القسم الأخير مسؤولاً عن تجميع وتوزيع وأمن رموز وزارة الخارجية والأصفار. كلاهما كان يعرفان بالعامية Pers Z S. الرغم من تشابههما في طبيعته وعملهما مع مكتب التشفير OKW / Chi، كانت عملية مدنية على عكس العملية العسكرية في OKW / Chi وركزت بشكل أساسي على الاتصالات الدبلوماسية. وبحسب محققي تيكوم، فقد أظهروا درجة استثنائية من الكفاءة، مدفوعة في المقام الأول باتساق التطور الذي لم يتم العثور عليه في أي مكتب إشارات ألمانية آخر في تلك الفترة. كان Pers ZS / Chi هو الرمز والاسم الرمزي لـ Chiffrierdienst، أي قسم تحليل التشفير في Pers Z S. لا حلول دبلوماسية.

## التاريخ
لم يعرف الكثير عن Pers ZS قبل أبريل 1945، عندما تم القبض على القسم الأول. وجدت تيكوم (لجنة الاستخبارات المستهدفة)، وهي جهد الولايات المتحدة للاستيلاء على أصول المخابرات الألمانية بعد الحرب، أن الوثائق التي تم التقاطها تقدم القليل من المعلومات حول إعدام الوحدة، مع تدمير سجلات القسم الرياضي والتشفير. المجال الذي يغطيه Pers ZS، أكثر من 25 دولة لمدة 25 عامًا، أعاق تيكوم نظرًا لقلة عدد المحققين المتاحين، كما افتقروا إلى الخبرة في النظام الدبلوماسي للتشفير. كان هذا أول تحقيق لـ TICOM. حتمًا كانت هناك بعض المناطق التي لم يتم تغطيتها.
في مايو 1945، كان النهج المعتاد من قبل TICOM هو إجبار الأسرى على كتابة «واجبات منزلية» تصف العمليات المستخدمة في وحدة استخبارات معينة قيد الاستجواب، لكن هذه الطريقة لم يتم تطويرها بالكامل. الوثيقة الوحيدة التي تم إعدادها على أنها «واجبات منزلية» كانت واحدة بتاريخ 6 أغسطس 1945 من قبل البروفيسور الدكتور هانز رورباخ، إلى جانب العديد من زملائه في بيرس زد إس، والتي وصفت تحليل التشفير لشفرة شريط O-2 الأمريكية، والتي اعتبرت أهم قطعة من عمل.

### 1937-1939
تم تنظيم مكتب التشفير على النحو التالي: